# Démétrios de Trézène
Pour les articles homonymes, voir Démétrios.
Démétrios de Trézène est l'auteur d'un livre intitulé Contre les sophistes, cité par Diogène Laërce (VIII, 74).